# Anisophyllea meniaudii
Anisophyllea meniaudii är en tvåhjärtbladig växtart som beskrevs av Aubrev. och Pellegr. Anisophyllea meniaudii ingår i släktet Anisophyllea och familjen Anisophylleaceae. Inga underarter finns listade i Catalogue of Life.